# تپه دو آب ۲ ۱۱۶-K
تپه دو آب ۲ ۱۱۶-K مربوط به دوره نوسنگی - دوره اشکانیان است و در شهرستان کنگاور، روستای دو آب واقع شده و این اثر در تاریخ ۱۰ دی ۱۳۸۱ با شمارهٔ ثبت ۶۶۳۷ به‌عنوان یکی از آثار ملی ایران به ثبت رسیده است.